# Streptocephalus similis
Streptocephalus similis är en kräftdjursart som beskrevs av Baird 1852. Streptocephalus similis ingår i släktet Streptocephalus och familjen Streptocephalidae. Inga underarter finns listade i Catalogue of Life.